# 홍희종
홍희종(洪憘種 1894년 2월 25일 - 1950년 9월 27일)은 대한민국의 국회의원이었다. 한국전쟁 발발 직후 7월 20일 전주를 점령한 인민군에 의해 우익인사로 분류되어 전주교도소에 수감되었고 같은 해 9월 27일 퇴각하는 인민군에 의해 우익인사 440명과 함께 처형되었다.

## 약력
- 김제 사립삼성보통학교[1] 졸업
- 김제군 농업기수
- 순창군 농업기수
- 전북산업기수
- 조선총독부 곡물검사소기수
- 김제군 소작위원회 예비위원
- 김제부읍장
- 김제군농회 통상의원
- 대한독립촉성국민회 김제군지부 부위원장
- 조선민족청년단 김제군단장
- 1948년 5월 10일 : 제헌 국회의원(전북 김제을)

## 역대 선거 결과
|  | 39.87% |

|  | 4.77% |

## 참고자료
- 《대한민국 의정총람》, 국회의원총람발간위원회, 1994년
- 홍희종 - 대한민국헌정회